# Hæmværk
I urværket findes der en del, som hedder hæmværket. Det er meget vigtigt for urets udvikling. Hæmværket har været gennem en del forbedringer, siden det blev opfundet i 1200-tallet.
Hæmværket er den del i uret der styrer hastigheden.
Et hæmværk består som regel af en ganghage, som i nogle tilfælde er udformet som en bue, som går ned i et ganghjul. Ganghagen styres af pendulet. Det er den, der medfører at ure tikker.

## Historien
Allerede i oldtiden havde man opfundet instrumenter, der fungerede som hæmværk. Også i Kina i 723 havde man brugt opfindelser, der brugte samme princip som et hæmværk. De opfindelser behøvede dog vand til at løbe igennem, for at fungere. Derfor opfattes de ikke som dem, vi omtaler i dag. De følgende hæmværker er udviklet fra det første, til det man bruger nu om dage. Alle er beregnet til mekaniske ure.

### Kronhjulshæmværk
Det første mekaniske hæmværk, var et kronhjulet hæmværk, som kan spores til det 13. århundrede. De sad i Europa oftest i tårne i kirker og katedraler, hvor det var lodder, der skabte en svingende bevægelse, som fik uret til at gå ved hjælp af hæmværket. Der var en stang tværs over kronhjulet med plader på. De blev på skift først ned i kronhjulets hakker. Den bevægelse blev skabt af det svingende pendul, der fik stangen til at rotere. Villard de Honnecourt har fået patent på kronhjulshæmværket, da han i 1237 havde tegnet et udkast til et hæmværk, han betvivlede dog opfindelsen. Og der er delte meninger herom. Dette hæmværk blev brugt i omkring 400 år, til det blev erstattet i 1800-tallet.

### Ankerhæmværk
Dette hæmværk er videreudviklingen af kronhjulshæmværket Det blev opfundet i 1660 af Robert Hooke. I det 19. århundrede overtog ankerhæmværket pladsen, som det mest brugte. De to hæmværk har samme mekanik, forskellen er at anker hæmværket i stedet for en stang, har en ankerformet hagegang over tandhjulet. Når hagegangens arme rammer tænderne fra stighjulet, bliver der dannet impulser. Det gjorde, at pendulet kunne få en mindre svingende bevægelse fra 3 til 6 grader. Men der var stadig problemer, for når pendulet svinger, bringer det ikke kun stighjulet frem men også tilbage. Det medfører, at uret er mindre nøjagtigt og hurtigere bliver slidt.
Grahamhæmværket (deadbeat escapement; english)
Dette hæmværk løste de problemer, der var med ankerhæmværket; løsningen var en forbedring af pladerne, som går ud fra hagegangen. Hæmværket er opkaldt efter George Graham, men han er ikke den egentlige opfinder, det var Richard Towneley i 1675. Men Graham introducerede det i 1715. Hæmværket blev fra det 19. århundrede brugt i næsten alle kvalitetspendulure. Det bliver også brugt i pendulure i dag.

### Detent- og duplexhæmværk
Disse to hæmværker minder om hinanden i opbygningen. Detenthæmværket blev i 1748 opfundet af Pierre Le Roy, men blev først taget rigtigt i brug i det 19. århundrede. I 1783 gjorde Thomas Earnshaw hæmværket mere udbredt inden for navigation. Det var i brug helt op til 1970. Hæmværket var meget nøjagtigt, da der ikke var friktion mellem stighjulet og hageganen.
Duplex hæmværket blev opfundet af Robert Hooke i 1700-tallet og blev bragt på markedet af Thomas Tryer i 1782. Det har to sæt tænder, en række der er lang og en der er kort. Duplex hæmværket har også meget lille friktion, da stighjulet og hagegangen bevæger sig parallelt med hinanden. Det blev ofte brugt til små ure som armbåndsure.

### Schweiziske ankerhæmværk
Thomas Mudge opfandt i 1750 lever(vægtstangs)hæmværket, som er brugt fra det 19. århundrede til i dag. En af fordelene er, at hæmværket starter automatisk, hvis tandhjulet stopper. Desuden sidder pladerne fra hagegangen løst og rører kun tænderne overfladisk. Det medfører, at tænderne kan trække pladerne med ned. Det gør, at tandhjulet kan svinge løsrevet fra hæmværket. Hæmværket minder om ankerhæmværket i dele af sin opbygning: det har to plader, som kun berører tænderne en ad gangen. Der er også en lille friktion, men den betyder dog ikke, at hæmværket er dårligere end de tidligere.

### Nedgang
En vigtig faktor for hæmværker og deres nøjagtighed er nedgangen, som er mellemrummet mellem tænderne og pladen, når den anden plade er lige ved at give slip på en tand. Det mellemrum ønskes så lille som muligt, desuden skal nedgangen være ens for alle tænderne. Indgangene af pladerne skal give den maksimale impuls uden blokering. Det er en af de vigtigste opgaver, et hæmværk har. En anden vigtig faktor er, at afstanden mellem pladerne og stighjulet er helt korrekt.